# Džuvljarke: Ромське лесбійське існування
Джувлярке: Ромське лесбійське існування ( серб. Џувљарке – лезбијска егзистенција Ромкиња, трансліт. Džuvljarke – lezbijska egzistencija Romkinja) — книга сербської ромської письменниці Віри Куртич 2014 року, в якій записані свідчення ромських лесбійок про їхнє повсякденне життя та проблеми, з якими вони стикаються у своїх громадах. Це одне з перших опублікованих досліджень про взаємодію ромок і ЛГБТ.

## Зміст
Ця книга містить свідчення 15-ти ромських лесбійок, які розповідають про своє повсякденне життя та проблеми, з якими вони стикаються у своїх громадах. Культурно-антропологічний документ, за словами одного рецензента, є першим дослідженням такого роду і одним із перших досліджень про взаємодію ромів / ЛГБТ, яке почали публікувати в 2010-х. Сам термін «džuvljarka» — «це ромське слово, яке в сербськомовній області позначає лесбійку в принизливому значенні. Більшість учасниць в інтерв'ю для книги вперше використали слово «лесбійка».
На думку авторки, ромську лесбійську спільноту не об'єднує жодна спільна мета; цією книгою вона прагнула дати їй власний голос. Через історії ромських лесбійок авторка розкриває тягарі статі, раси, національної приналежності, класового та сексуального життя та їх взаємоперетин у дискримінації. Книга показує не лише дискримінацію, яка має місце всередині ромської спільноти, а й дискримінацію всередині лесбійської спільноти з боку «білих» лесбійок. У ній також обговорюється, як класовість перетинається з іншими утисками, негативно впливаючи на життя ромських лесбійок.
Серед інших опитаних у книзі є члени ромських спільнот, які не є ЛГБТ-людьми. Їхні свідчення показали, що хоча вони визнають геїв і транслюдей у ромському суспільстві, лесбійки часто були «повністю непомітними».

## Рецензія
Одним із найважливіших аспектів роботи є те, як вона забезпечує контекст для досвіду ромських лесбійок. Соціологиня Лаура Корраді описала, як ця робота має значні наслідки для соціальних наук, оскільки вона показує тонке представлення поглядів громади, критикує вплив патріархату на чоловіків-профеміністів і надає підтвердження того, що основний фемінізм не відповідає потребам ромських жінок. Активістка Тяша Канцлер назвала цю роботу «вирішальною книгою», яка чітко висловлює вимогу, щоб потреби ромських лесбійок були частиною ширшого діалогу про права ЛГБТ.